# رالف أندرسون (مهندس معماري)
رالف أندرسون (بالإنجليزية: Ralph Anderson)‏ هو مهندس معماري أمريكي، ولد في 21 أكتوبر 1924، وتوفي في 24 أكتوبر 2010.